# Zabrodî, Kiverți
Zabrodî (în ucraineană Заброди) este un sat în comuna Sokîrîci din raionul Kiverți, regiunea Volînia, Ucraina.

## Demografie
Componența lingvistică a localității Zabrodî
     Ucraineană (97,67%)
     Rusă (1,16%)
Conform recensământului din 2001, majoritatea populației localității Zabrodî era vorbitoare de ucraineană (97,67%), existând în minoritate și vorbitori de rusă (1,16%) și polonă (1,16%).